# Бенж
Бенж (фр. Binges) насеље је и општина у источном делу централне Француске у региону Бургоња, у департману Златна обала која припада префектури Дижон.
По подацима из 2011. године у општини је живело 629 становника, а густина насељености је износила 35,62 становника/km². Општина се простире на површини од 17,66 km². Налази се на средњој надморској висини од 209 метара (максималној 240 m, а минималној 193 m).

## Демографија
| 1962. | 1968. | 1975. | 1982. | 1990. | 1999. | 2011. |
| ----- | ----- | ----- | ----- | ----- | ----- | ----- |
| 329   | 353   | 438   | 470   | 508   | 581   | 629   |

График промене броја становника у току последњих година